# Champaign (Illinois)
Champaign es una ciudad ubicada en el condado de Champaign en el estado estadounidense de Illinois. En el Censo de 2010 tenía una población de 81 055 habitantes y una densidad poblacional de 1393,39 personas por km². Champaign se ubica adyacente a la ciudad vecina de Urbana, Illinois. Ambas ciudades están tan ligadas entre sí que a menudo se les identifica conjuntamente como Urbana-Champaign o bien Champaign-Urbana. Las dos ciudades son sede del campus principal de la Universidad de Illinois.
Un hecho interesante de Champaign es que tiene más restaurantes por persona que cualquier otra ciudad de todo el país.
Está situada cerca del nacimiento del río Embarras, que es afluente del río Wabash, a su vez afluente del Ohio, a su vez afluente del Misisipi.

## Geografía

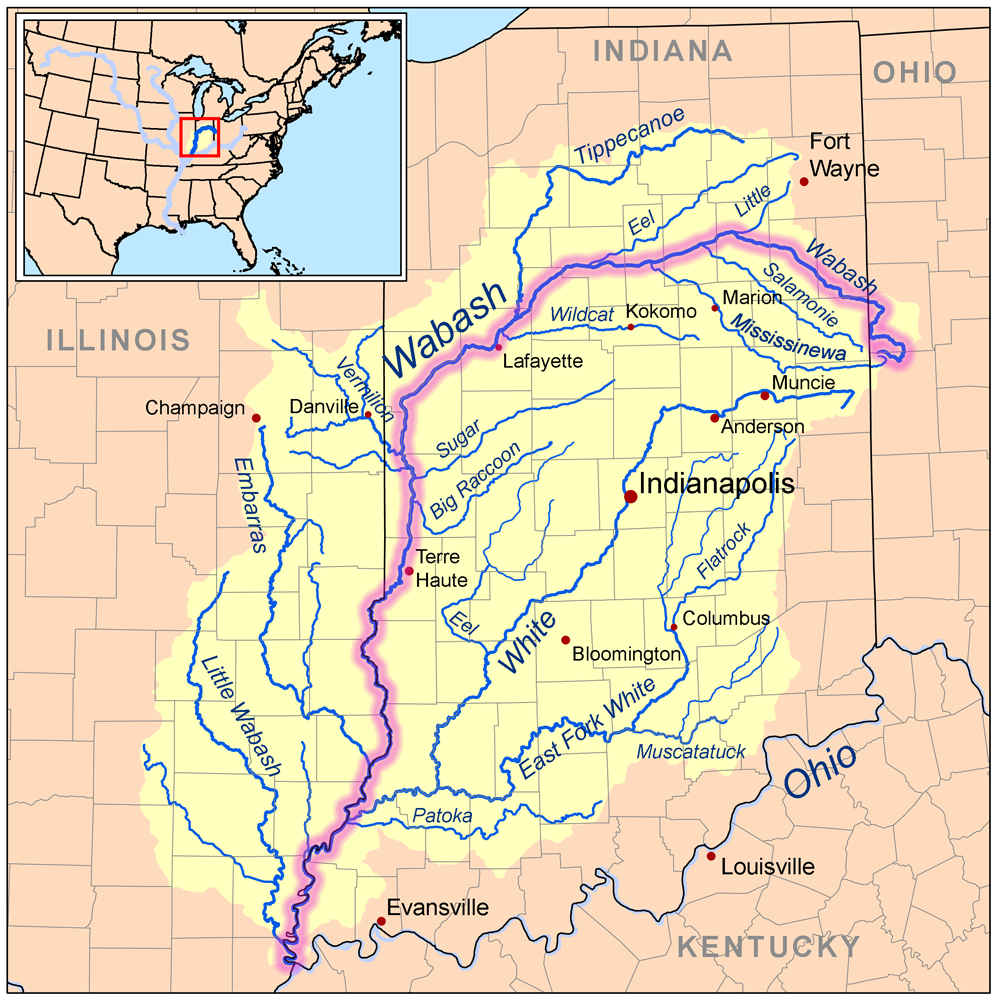
Ubicación de Champaign en un mapa de la cuenca del río Wabash

Champaign se encuentra ubicada en las coordenadas 40°6′54″N 88°16′25″O / 40.11500, -88.27361. Según la Oficina del Censo de los Estados Unidos, Champaign tiene una superficie total de 58,17 km², de la cual 58,1 km² corresponden a tierra firme y 0,07 km² (0,12 %) es agua.

## Demografía
Según el censo de 2010, había 81 055 personas residiendo en Champaign. La densidad de población era de 1393,39 hab./km². De los 81 055 habitantes, Champaign estaba compuesto por el 67.75 % blancos, el 15.64 % eran afroamericanos, el 0.25 % eran amerindios, el 10.57 % eran asiáticos, el 0.07 % eran isleños del Pacífico, el 2.72 % eran de otras razas y el 2.99 % pertenecían a dos o más razas. Del total de la población el 6.31 % eran hispanos o latinos de cualquier raza.